# UNICEF Club

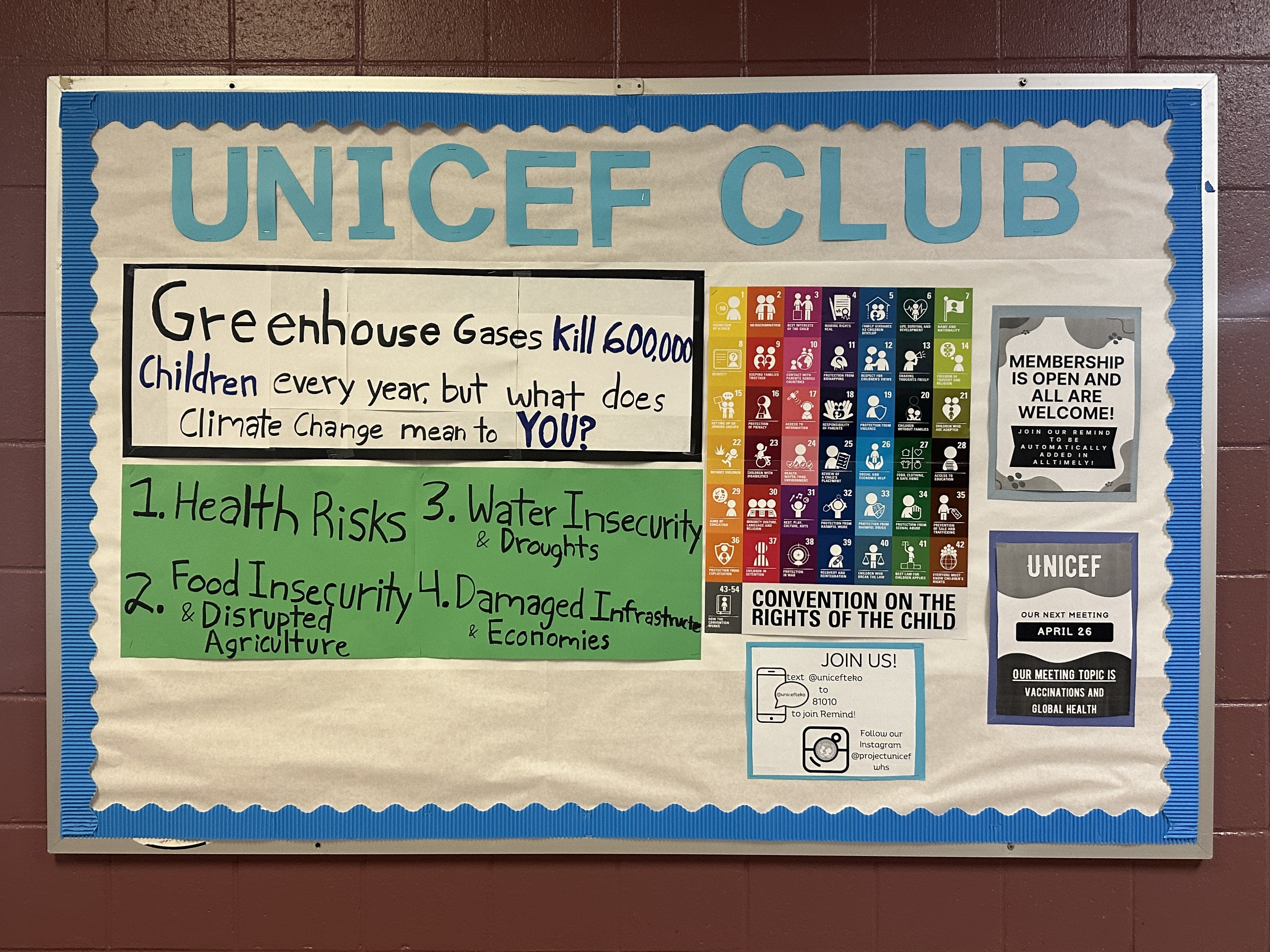
美國某高中內 UNICEF Club 的公告佈告欄

UNICEF Club是一種由學生主導的草根性社團，設立於高中與大學階段，旨在推廣母機構（聯合國兒童基金會）的理念。該社團的目標是「賦予青年資源與技能，使其成為有影響力的全球公民」，並「透過倡議、教育、社群建立與募款，支持全球最弱勢的兒童」。:3此類社團可以作為獨立組織創立，亦可設於其他大型社團內部，只要另行指派幹部即可。成立後，幹部需主辦與UNICEF相關之倡議或募款活動，例如「萬聖節為兒童募款」、「UNICEF 飲水計畫」等人道活動。
自1952年首批UNICEF Club成立以來，其表現大多獲得媒體正面評價，惟亦有例外。如今UNICEF Club遍及美國多所大學，包括耶魯大學與杜克大學，亦見於國際地區如加拿大與香港。

## 歷史
第一個UNICEF Club成立於1952年，距離聯合國於1946年創立不久。起初，對於社團的規範幾乎沒有任何限制：甚至允許在初級中學設立UNICEF Club。 早期的目標，如為UNICEF協助的糧食計畫募款， 通常透過較為簡單的方式完成：包括跑腿、耙落葉、販售漫畫書等。 後來才發展出更有效的倡議與募款手段。
隨著越來越多UNICEF Club成立，部分活動也在媒體上獲得正反兩極的關注。1991年，加拿大新不倫瑞克省的14所高中在參加為期兩天的研討會後，共同起草並向政府提交提案，要求撥款支援多個第三世界國家在醫療保健、衛生、教育等方面的需求。 2015 年，美國伊利諾州參議員 馬克·柯克 在其母校 New Trier High School 協助創立 UNICEF Club，旨在提升社會議題的關注度，並「提供協助與回饋社會」，根據柯克的說法。

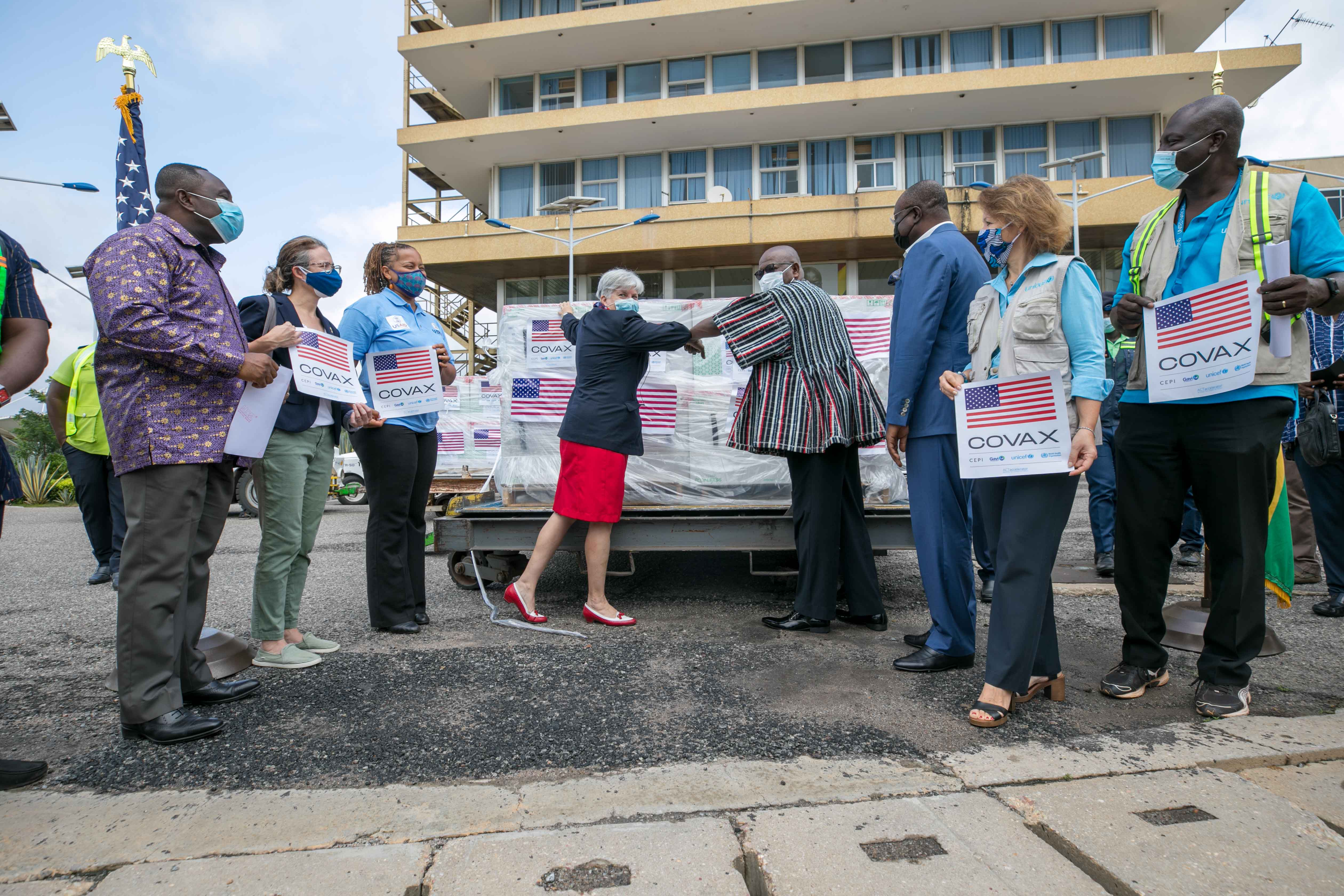
在2019冠狀病毒病相關封鎖措施期間，UNICEF Club透過線上方式募款，以支援UNICEF的COVID-19疫情救援工作，如上圖所示

在2019冠狀病毒病疫情期間，許多UNICEF Club採取線上運作模式，也有部分因2019冠狀病毒病相關封鎖措施而被迫暫停運作。選擇持續運作的社團多半透過線上募款活動，以支援UNICEF的COVID-19救援工作。
因應2023年加薩戰爭的爆發，亞利桑那州史考茲谷聯合學區的一些UNICEF clubs被該州公共教育總監湯姆·霍恩指控過於親巴勒斯坦，甚至宣傳「支持哈瑪斯恐怖分子的單方面宣傳」。

## 社團成立與運作
要成立一個UNICEF club，至少需要四位領導者和一位顧問作為基本幹部。:5 顧問必須是年滿25歲或以上的成年人，且不得為UNICEF的職員。:5 若顧問並非學校教師或高中職員，則必須接受背景調查。:7 幹部到齊後，須向UNICEF提交註冊申請並獲得核准，該UNICEF club方可成為正式組織。:5 正式的club預期需舉辦經UNICEF註冊並核准的活動，內容應聚焦於倡議、教育、社群建設以及為兒童權利募款。:5 各club必須在每學年開始時重新註冊，並提交年度資金。:6UNICEF clubs也可作為較大型且理念相近之社團的子組織，只要額外指定幹部專責處理與UNICEF相關的任務即可。

### 領導者
社團內設有六個董事會或幹部職位，詳見下表。UNICEF club的幹部每週至少需投入五小時，每週至少舉行一次幹部會議，且全體社員會議每兩週最多舉行一次。:2 幹部任期為一個學年，期滿後須重新指定。:2
| 職位   | 擔任者 | 職責                                           | 參考資料 |
| ------ | ------ | ---------------------------------------------- | -------- |
| 會長   | 學生   | 組織並執行活動，協調幹部交接                   | :1       |
| 副會長 | 學生   | 協助會長，當其缺席時代理其職責                 | :1       |
| 文書   | 學生   | 記錄會議記要與議程                             | :1       |
| 財政   | 學生   | 管理社團預算與財務往來，並向UNICEF提交募款金額 | :1       |
| 宣傳   | 學生   | 經營社團社群媒體帳號                           | :1       |
| 指導   | 成人   | 擔任顧問並提供建議，不直接參與經營             | :7       |

## 活動
近年來，許多UNICEF clubs每年舉辦的兩項活動包括「UNICEF募糖活動（Trick-or-Treat for UNICEF）」與「UNICEF點水計畫（UNICEF Tap Project）」之捐款募集行動。其中，UNICEF募糖活動是某些社團規模最大的募款活動，於萬聖夜舉行，通常以不給糖就搗蛋的形式改為向民眾募捐而非索取糖果。UNICEF點水計畫則於每年世界水日（3月22日）舉行，近年來透過UNICEF的「Tap Project App」推行：該應用程式的標語為「每不使用手機10分鐘，即可為一名兒童提供一天的乾淨用水」。
UNICEF clubs曾舉辦賓果遊戲與開放麥克風之夜、舞會與音樂會、國小及國中集會、「倡議日」活動、高爾夫球賽，以及販售支持用T恤、烘焙食品、手環與別針、製作綁結式毛毯等方式進行倡議與募款，用以支持敘利亞內戰難民、達爾富爾戰爭受災家庭與2023年土耳其－敘利亞地震災民，並提升大眾對營養不良、茲卡病毒與兒童販賣問題的關注。

## 位置

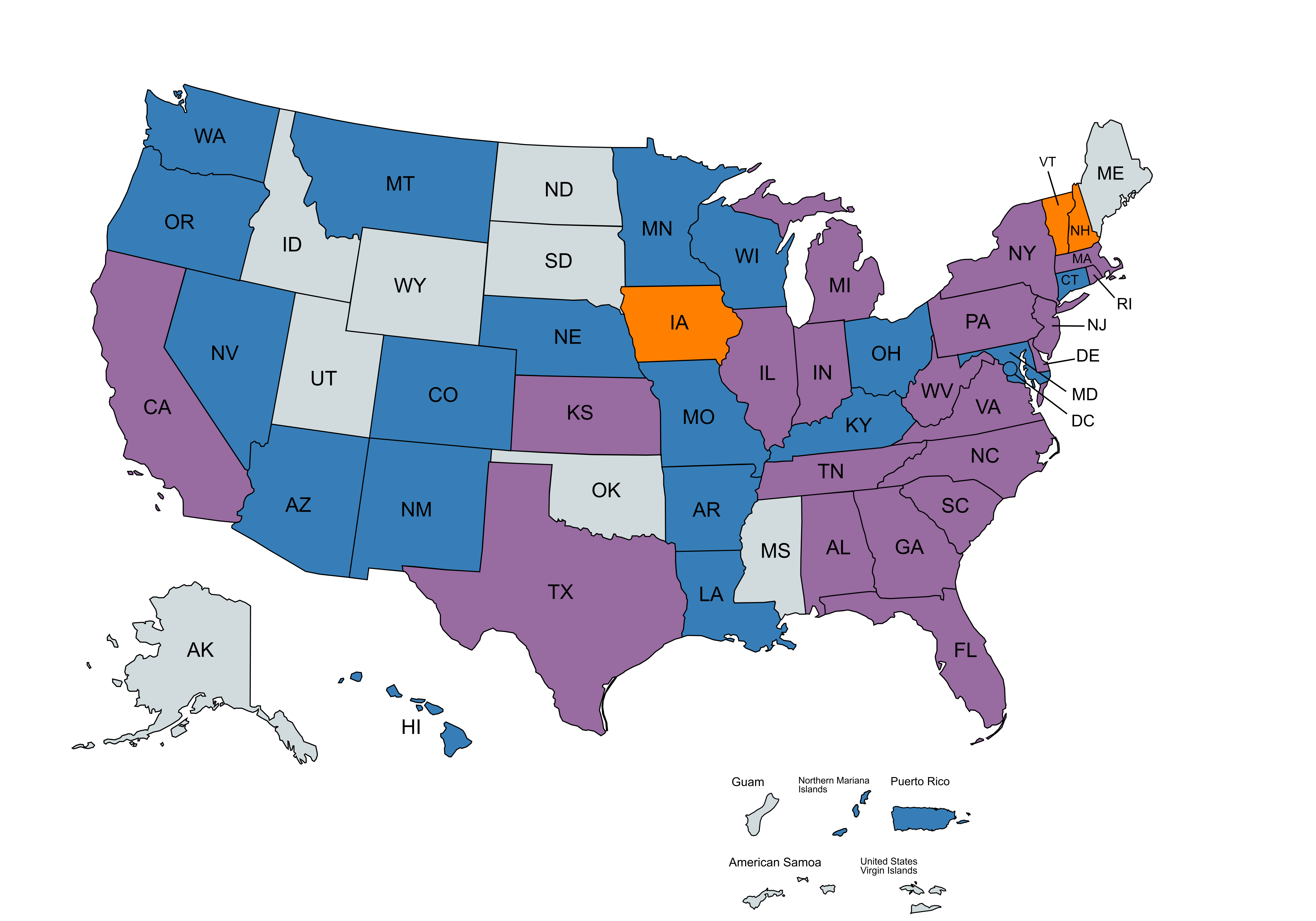
有UNICEF club的高中所在州
有UNICEF club的大學所在州
同時有高中與大學UNICEF club的州

UNICEF clubs分佈於多所美國高中與大學。截至美國最近一個學年，全美有4個州僅設有大學UNICEF club，7個州僅設有高中UNICEF club，另有29個州與華盛頓哥倫比亞特區同時設有高中與大學UNICEF club，僅剩10個州完全沒有UNICEF club。此外，兩個屬地──波多黎各與北馬里亞納群島──亦在其高中設有UNICEF club。 多所著名私立大學，如杜克大學與耶魯大學，亦設有其專屬的UNICEF club。
UNICEF clubs亦在其他國家和地區設有，包括自1965年以前即已出現的加拿大，以及自2007年起設立的香港。

### 註腳
1. ↑  雖然沒有明確的官方創立日期，但該年稍晚在美國已開始出現相關社團[1]
2. ↑  詳見下方「活動」段落

### 主要
1. 1 2 3 4 5 6 7 8   (PDF). UNICEF USA（英语：UNICEF USA）.   [2023年12月9日].
2. ↑   (PDF). MUN Impact.   [9 December 2023].
3. 1 2 3   (PDF). UNICEF 美國（英语：UNICEF USA）.   [11 December 2023].
4. ↑  . UNICEF 美國（英语：UNICEF USA）.   [19 November 2024].
5. ↑  . UNICEF HK.   [9 December 2023].

### 次要
1. 1 2 3 4  Ruppert, Leonard. . National Education Association (Marshfield, Wisconsin: The Marshfield News-Herald). 1952年10月2日: 14  [2023年12月15日] –Newspapers.com.
2. ↑  . The Daily Gleaner (Fredericton, New Brunswick). 1991年6月7日: 5  [2024年11月19日] –Newspapers.com.
3. ↑  O'Shea, Bridget. . Pioneer Press (Chicago, Illinois: Chicago Tribune). 2015年5月28日: 14  [2023年12月15日] –Newspapers.com.
4. 1 2  Hallabeck, Eliza. . The Newtown Bee. 6 December 2020  [11 December 2023].
5. 1 2 3 4 5  Razman, Amirah. . Minnesota Daily. 15 February 2023  [11 December 2023].
6. ↑  Nollen, Diana. . The Gazette (Cedar Rapids, Iowa). 1 February 2021: 6  [15 December 2023] –Newspapers.com.
7. ↑  Gomez, Gloria Rebecca. . The Arizona Mirror. November 9, 2023  [January 3, 2025].
8. ↑  Sullivan, Nick. . 亞利桑那共和報. November 9, 2023  [January 3, 2025]. （原始内容存档于November 9, 2023）.
9. 1 2  Tendall, Makayla. . The Des Moines Register. 22 October 2018  [11 December 2023].
10. 1 2 3  Stegmeir, Mary. . 歐克雷爾領導報 (Eau Claire, Wisconsin). 2 November 2006: 9  [15 December 2023] –Newspapers.com.
11. 1 2 3  Bradbeer, Janice. . The Toronto Star (Toronto, Ontario). 29 October 1998: 100  [15 December 2023] –Newspapers.com.
12. 1 2  Cress, Joseph. . 賓州哨兵報 (Carlisle, Pennsylvania). 13 April 2015: 3  [15 December 2023] –Newspapers.com.
13. ↑  Zimmerman, Jason. . WBAY-TV（英语：WBAY-TV）. 24 May 2019  [11 December 2023].
14. 1 2  Ferguson, Jane. . The Evening Times Globe 142 (206) (Saint John, New Brunswick). 21 October 1983: 15  [19 November 2024] –NewspaperArchive.
15. 1 2  Amber, Cardona. . The Brown and White. 3 March 2016  [11 December 2023].
16. 1 2  Henry, Derrick. . The Atlanta Constitution (Atlanta, Georgia). 17 October 1998: 34  [19 November 2024] –NewspaperArchive.
17. ↑  . 杜克大學.   [9 December 2023].
18. ↑  Hanshaw, Annelise. . 聖塔芭芭拉新聞報（英语：Santa Barbara News-Press） (Santa Barbara, California). 16 December 2020: 4  [15 December 2023] –NewspaperArchive（英语：NewspaperArchive）. she looks forward to joining the UNICEF club at Yale as well.
19. ↑  Lomer, Gord. . 渥太華日報（英语：The Ottawa Journal） (Ottawa, Ontario). 8 May 1965: 21  [19 November 2024] –NewspaperArchive（英语：NewspaperArchive）.

## 外部連結
- 官方网站
- Club registration
- Club handbook
- Club toolkit